# サラリーマン拝!
『サラリーマン拝!』（サラリーマン おがみ）は、吉田聡による日本の漫画。2013年から2016年まで『ビッグコミック』（小学館）にて連載された。単行本（小学館ビッグコミックス）は全9巻。
丸福堂商事株式会社・第3営業部に所属する謎のサラリーマン・拝啓（おがみあきら）の活躍を描く。

## 登場人物

### 丸福堂商事第3営業部
拝啓（おがみ あきら）
若くして貫禄十分の風貌で腕っぷしも強いが、普段の言動はロクデナシそのもの。独自行動が多く、経歴・実績・社内での立ち位置も謎。
80億の商談をまとめたという噂があるが、実際のところは誰も分からない。葉巻派。女子社員からの人気が根強い。
立花の指導係を務めることになる。
立花侘助（たちばな わびすけ）
新入社員。出社初日に無茶な接待を粉吹から押し付けられ、悪酔いして暴漢に襲われているところを拝に助けられた。
翌日から無断欠勤を続けるが、自宅に押しかけて来た拝に諭され、なんとか出社する。
四方山課長（よもやまかちょう）
異動して日の浅い課長。新人の立花の面倒を見させることで、拝の技量を計ろうとしている。妻と娘とは別居中。
葉桜凜（はざくらりん）
立花と同期の女子社員。秘書課所属。
星野景子（ほしのけいこ）
女子社員。丸福堂のマドンナ。拝に恋心を抱くが、上手くかわされている。
祷法輝（いのりかずき）
東南アジアから帰ってきた凄腕エリート社員。拝をライバル視しているが、上手くかわされている。
粉吹（こなふき）
若手社員。侘助の3年先輩で、迷惑な案件をよく押し付ける。
白旗部長（しらはたぶちょう）

### 丸福堂商事第1営業部
津村
入社6年目。仕事が遅く、陰でかたつむりと呼ばれている。

### 黒富士商事
赤城玲奈（あかぎれいな）
32歳の美女。拝とは顧客を奪い合うライバル関係。

## 書誌情報
- 吉田聡 『サラリーマン拝!』 小学館〈ビッグコミック〉 全9巻[1]
  1. 2013年12月27日発売、ISBN 978-4-09-185710-1
  2. 2014年04月30日発売、ISBN 978-4-09-186175-7
  3. 2014年10月30日発売、ISBN 978-4-09-186575-5
  4. 2015年02月27日発売、ISBN 978-4-09-186795-7
  5. 2015年07月30日発売、ISBN 978-4-09-187154-1
  6. 2015年12月28日発売、ISBN 978-4-09-187376-7
  7. 2016年05月30日発売、ISBN 978-4-09-187627-0
  8. 2016年09月30日発売、ISBN 978-4-09-187789-5
  9. 2017年01月30日発売、ISBN 978-4-09-189343-7